# زنبورخوار سرآبی
زنبورخوار سرآبی (Merops muelleri) گونه‌ای از پرندگان تیرهٔ زنبورخواران است. در زیستگاه‌های جنگلی در مناطق گرمسیری غرب و مرکز آفریقا، از جمله در کامرون، جمهوری آفریقای مرکزی، جمهوری کنگو، جمهوری دموکراتیک کنگو، گابن، گینه استوایی و کنیا یافت می‌شود.

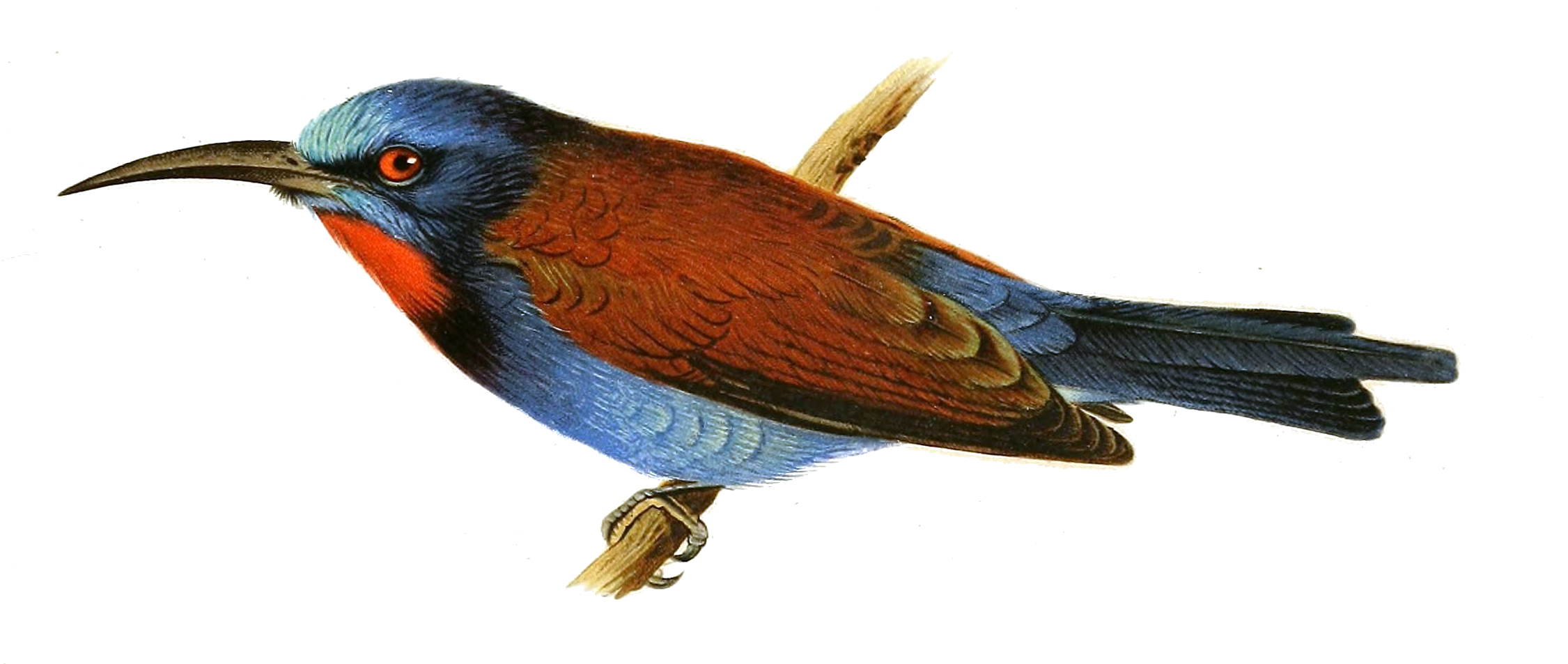
نمای نیمرخ